# Eugen Steimle
Eugen Karl Steimle, född 8 december 1909 i Neubulach, död 6 oktober 1987 i Ravensburg, var en tysk SS-Standartenführer.
I september 1936 utnämndes Steimle till chef för Sicherheitsdienst (SD) i Stuttgart. 
Steimle var mellan september och december 1941 chef för Sonderkommando 7a inom Einsatzgruppe B och mellan augusti 1942 och januari 1943 chef för Sonderkommando 4a inom Einsatzgruppe C.
Vid Einsatzgruppenrättegången i Nürnberg 1947–1948 dömdes Steimle till döden genom hängning för att ha gjort sig skyldig till krigsförbrytelser och brott mot mänskligheten. Straffet omvandlades 1951 till 20 års fängelse, men redan 1954 frisläpptes han.